# ديانا بليس
ديانا بليس (بالإنجليزية: Diana Bliss)‏ هي منتجة مسرحية ‏ أسترالية، ولدت في 11 نوفمبر 1954 في تيمورا ‏ في أستراليا، وتوفيت في 28 يناير 2012 في Cottesloe, Western Australia ‏ في أستراليا.